# Ford Fusion (Північна Америка)
Американський Ford Fusion — середньорозмірний автомобіль, вироблений компанією Ford Motor Company для ринків Північної і, частково, Південної Америки з 2005 року.

## Перше покоління (2005–2012)

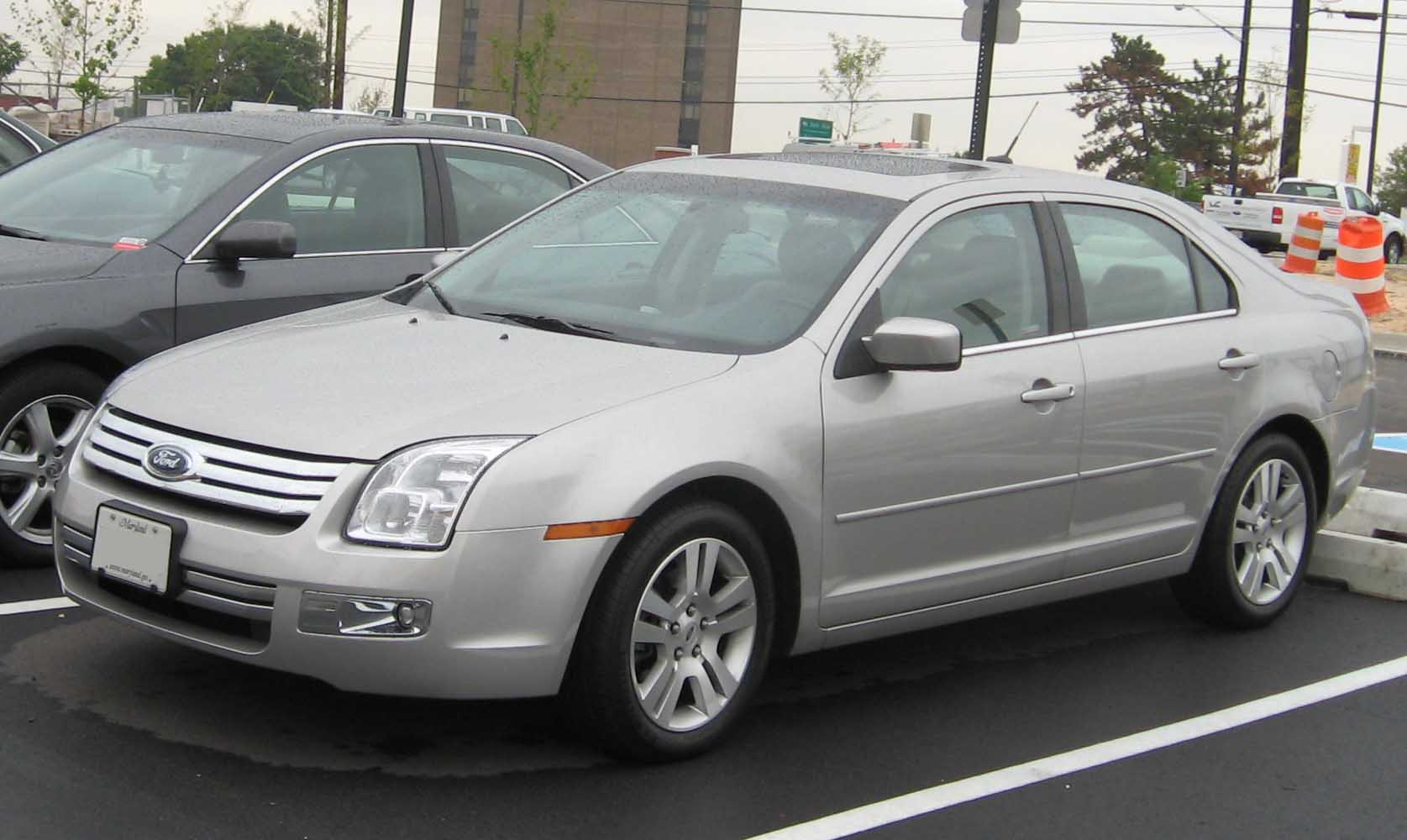
Ford Fusion 1 (2005–2009)

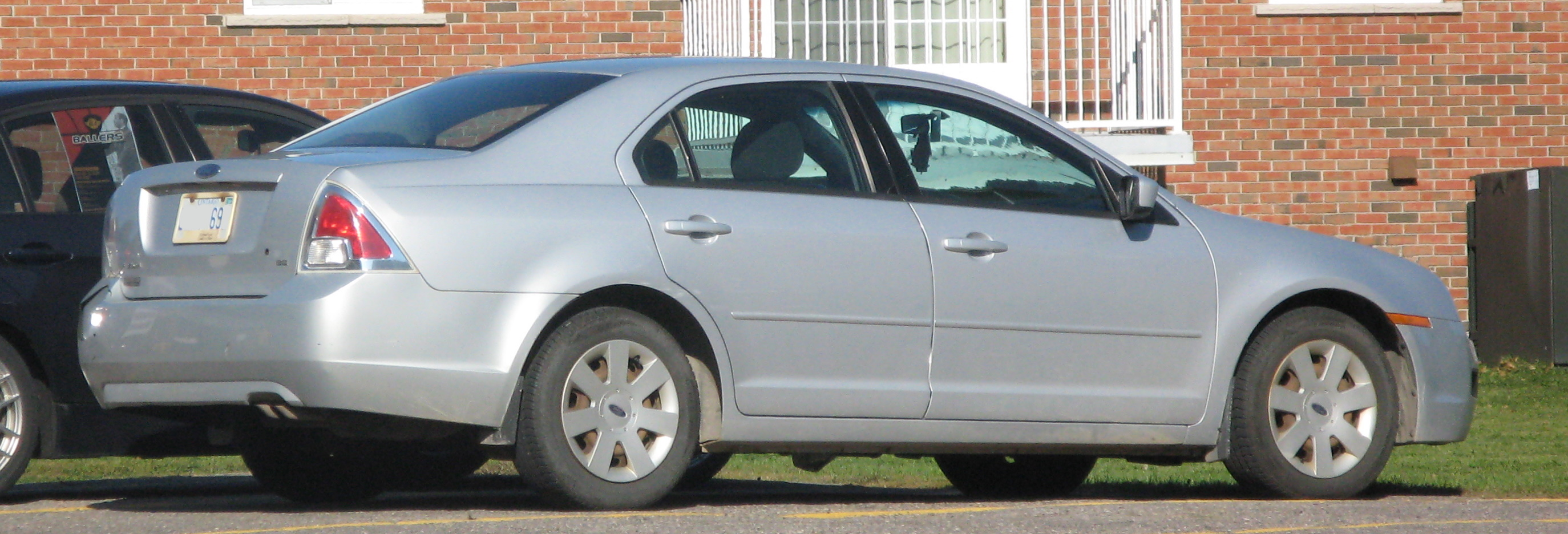
Ford Fusion 1 (2005–2009)

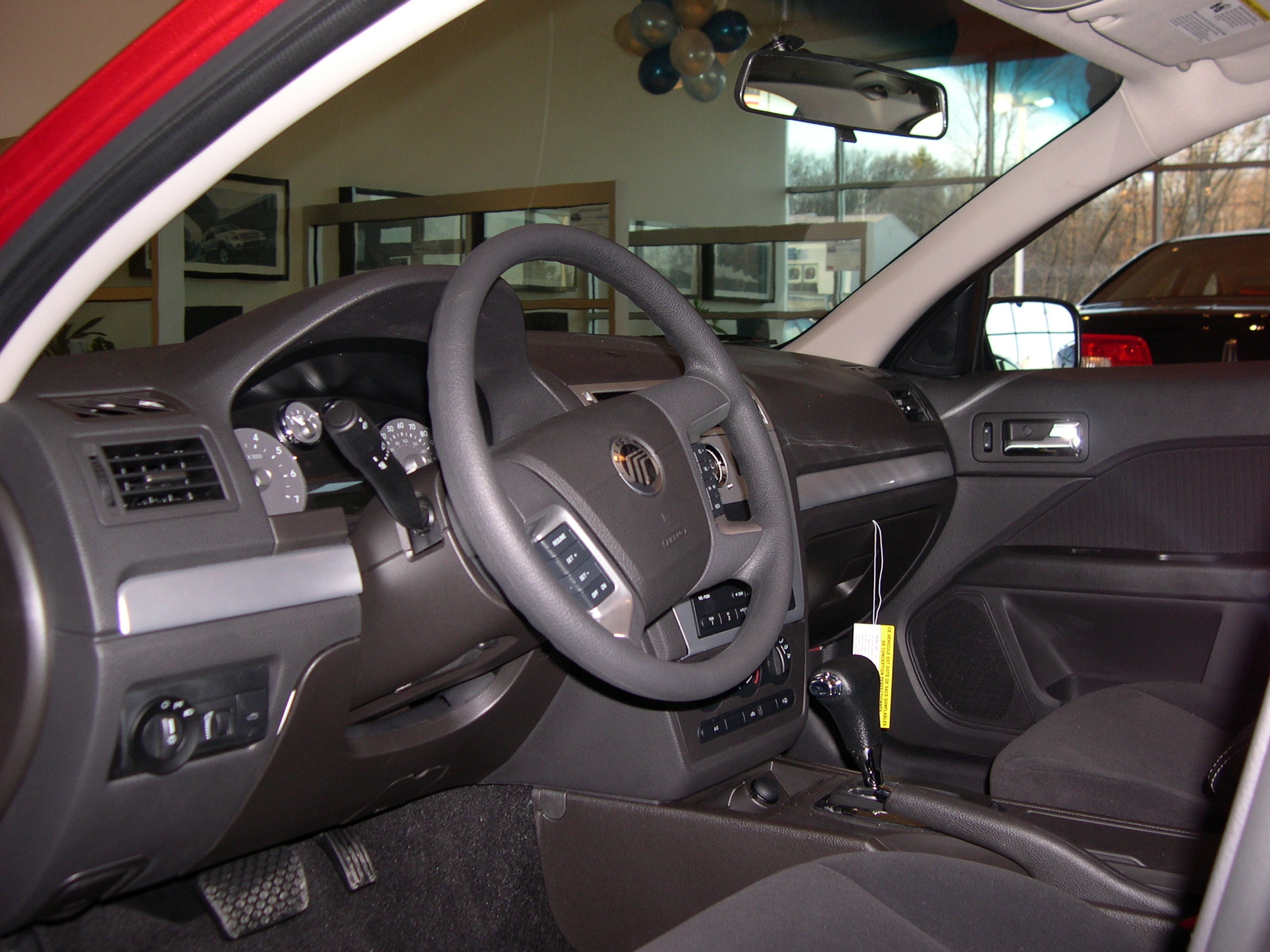

Виробництво перших Fusion почалося 1 серпня 2005 року. Fusion замінив Mondeo на ринках Латинської Америки, крім Аргентини (де як і раніше доступний європейський Mondeo), а також на ринках Сполучених Штатів і Канади, де він замінив собою одночасно Ford Contour і більший середньорозмірний Ford Taurus, який в ті роки був тимчасово знятий з виробництва, а згодом — відроджений як ще більший, уже повнорозмірний автомобіль.
По класу і габаритним розмірам Fusion практично аналогічний Mondeo, використовує споріднені з ним двигуни серії Duratec і деякі компоненти його салону, наприклад передні сидіння і частина центральної консолі, але в цілому це абсолютно незалежна розробка, повною мірою враховує специфіку цільового ринку. В першу чергу, Fusion порівняно дешевий щодо Mondeo.
Одночасно з випуском дорожнього автомобіля Ford випустили версію для участі в гоночної серії NASCAR. Дебютувавши в 2006 році, автомобіль посів перше місце у своїй першій гонці в гонці Дейтона 500, під керуванням Метта Кенсеса (англ. Matt Kenseth).
Ford Fusion CD338 базується на платформі CD3, яка була отримана від седана Mazda 6 і лягла в основу:
- 2008 Mazda 6
- 2009 Mercury Milan
- 2009 Lincoln Zephyr / MKZ (CD378)
- 2010 Ford Edge (U338)
- 2010 Lincoln MKX SUV
- 2006 Mercury Milan (CD338)
- 2007 Mazda CX-9 SUV

#### Двигуни
- 2.3 L Duratec 23 Р4, 160 к.с. (119 кВт), 212 Нм
- 3.0 L Duratec 30 V6, 221 к.с. (165 кВт), 278 Нм

### Фейсліфтинг 2009

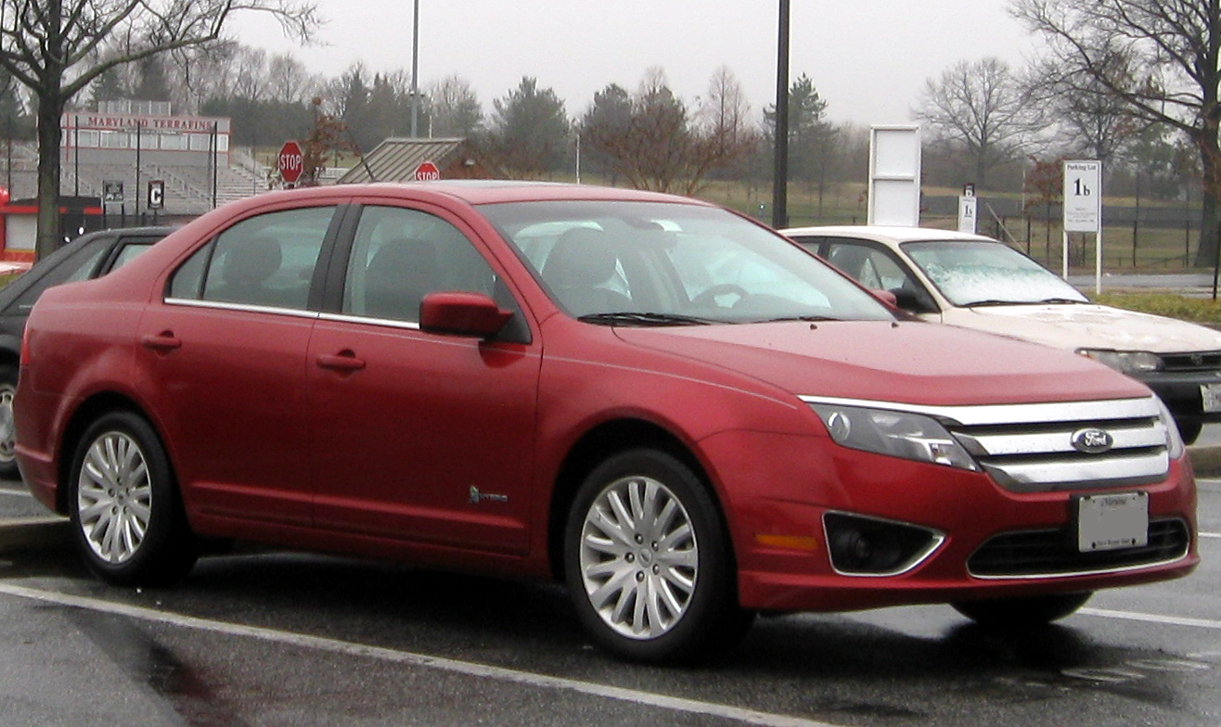
Ford Fusion 1 (2009–2012)

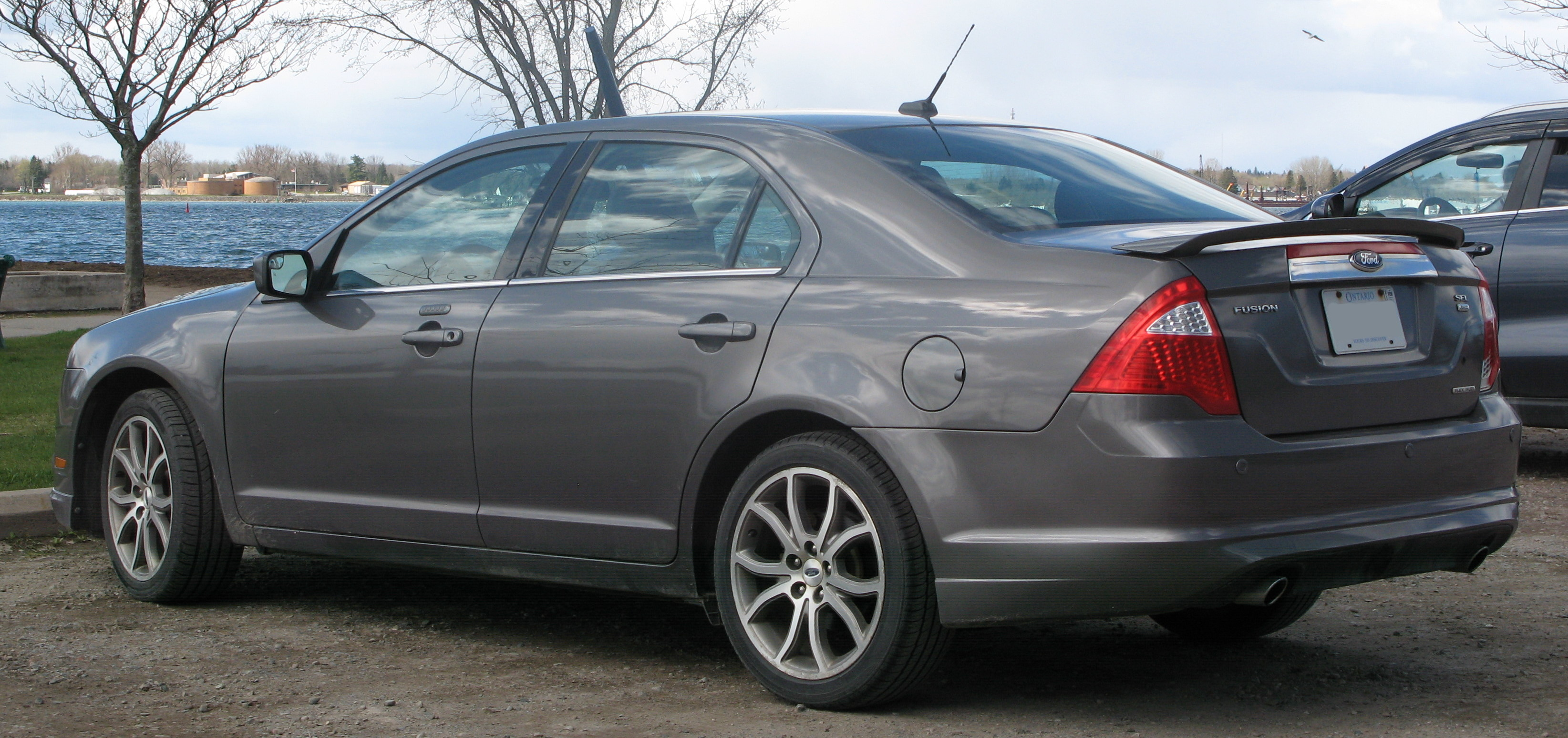
Ford Fusion 1 (2009–2012)

В березні 2009 року модель оновили, змінивши передню і задню оптику, бампери, капот, лінійку двигунів та інше, а також представили гібридну модифікацію Fusion Hybrid.

#### Двигуни
- 2.5 L Duratec 25 Р4 175 к.с. (130 кВт), 233 Нм
- 3.0 L Duratec 30 V6 240 к.с. (179 кВт), 302 Нм
- 3.5 L Duratec 35 V6 263 к.с. (196 кВт), 338 Нм
- 2.5 L hybrid Duratec 25 Р4 156 к.с. (116 кВт), 184 Нм

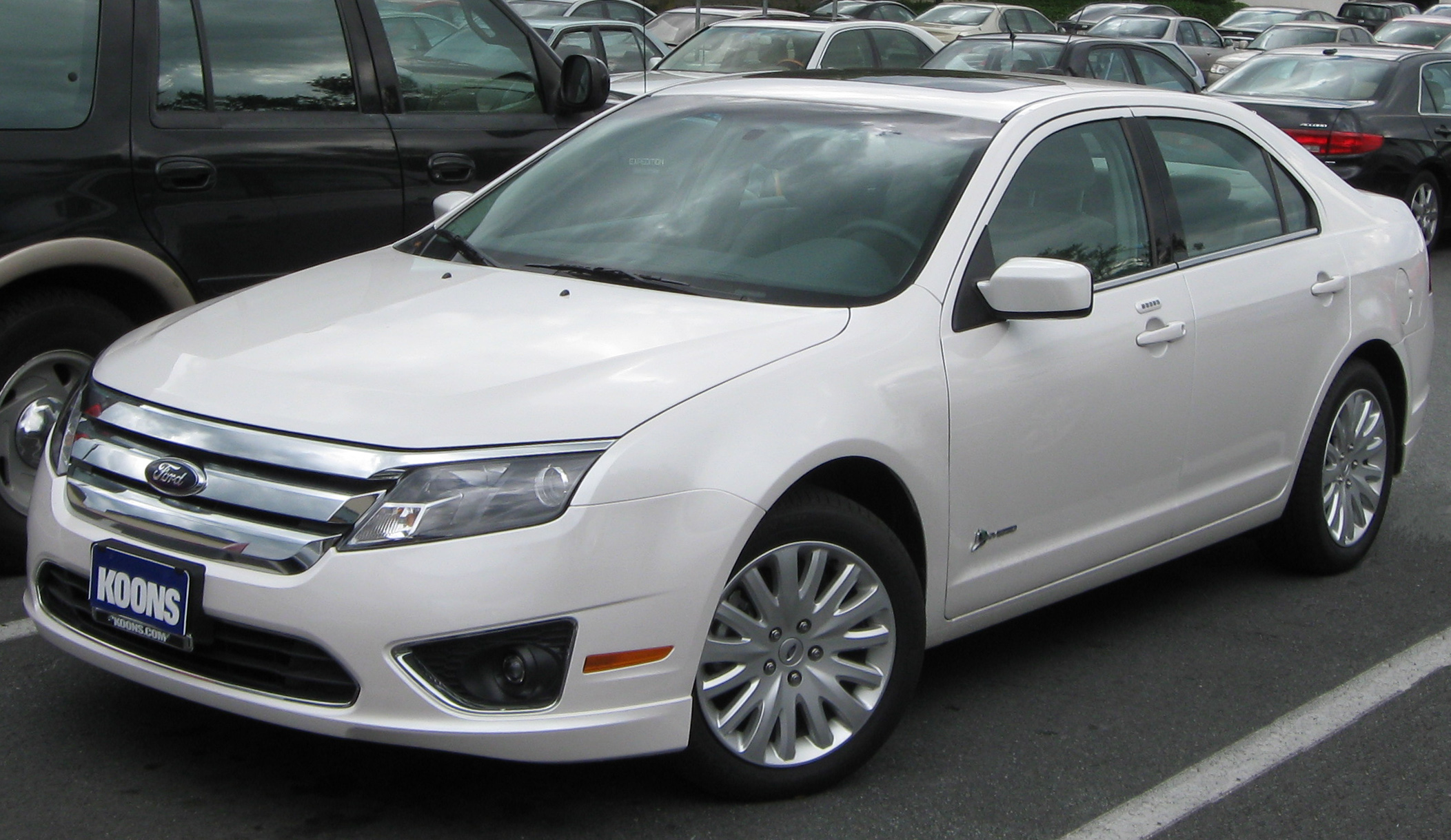
Ford Fusion 1 Hybrid (2009–2012)
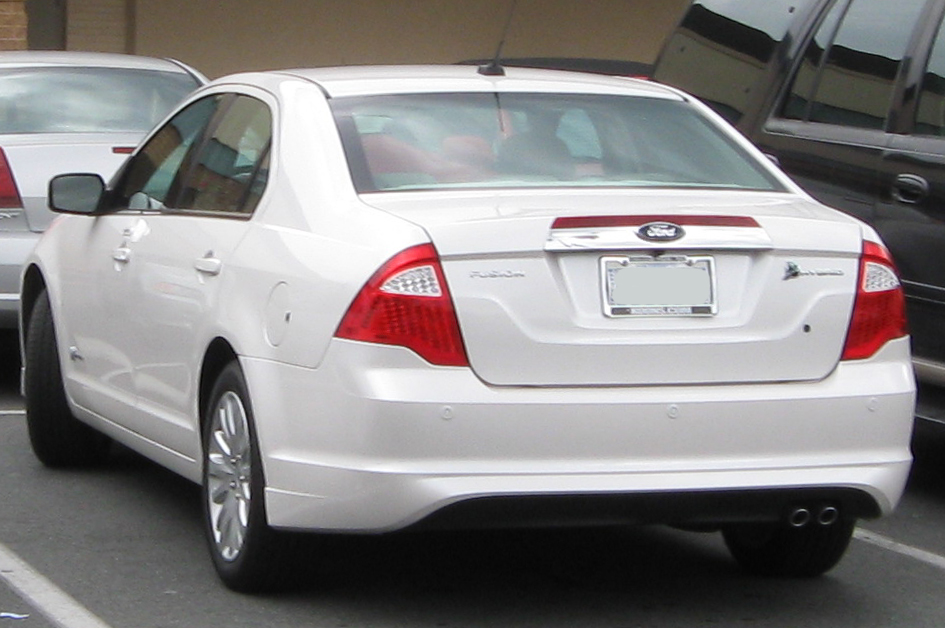
Ford Fusion 1 Hybrid (2009–2012)
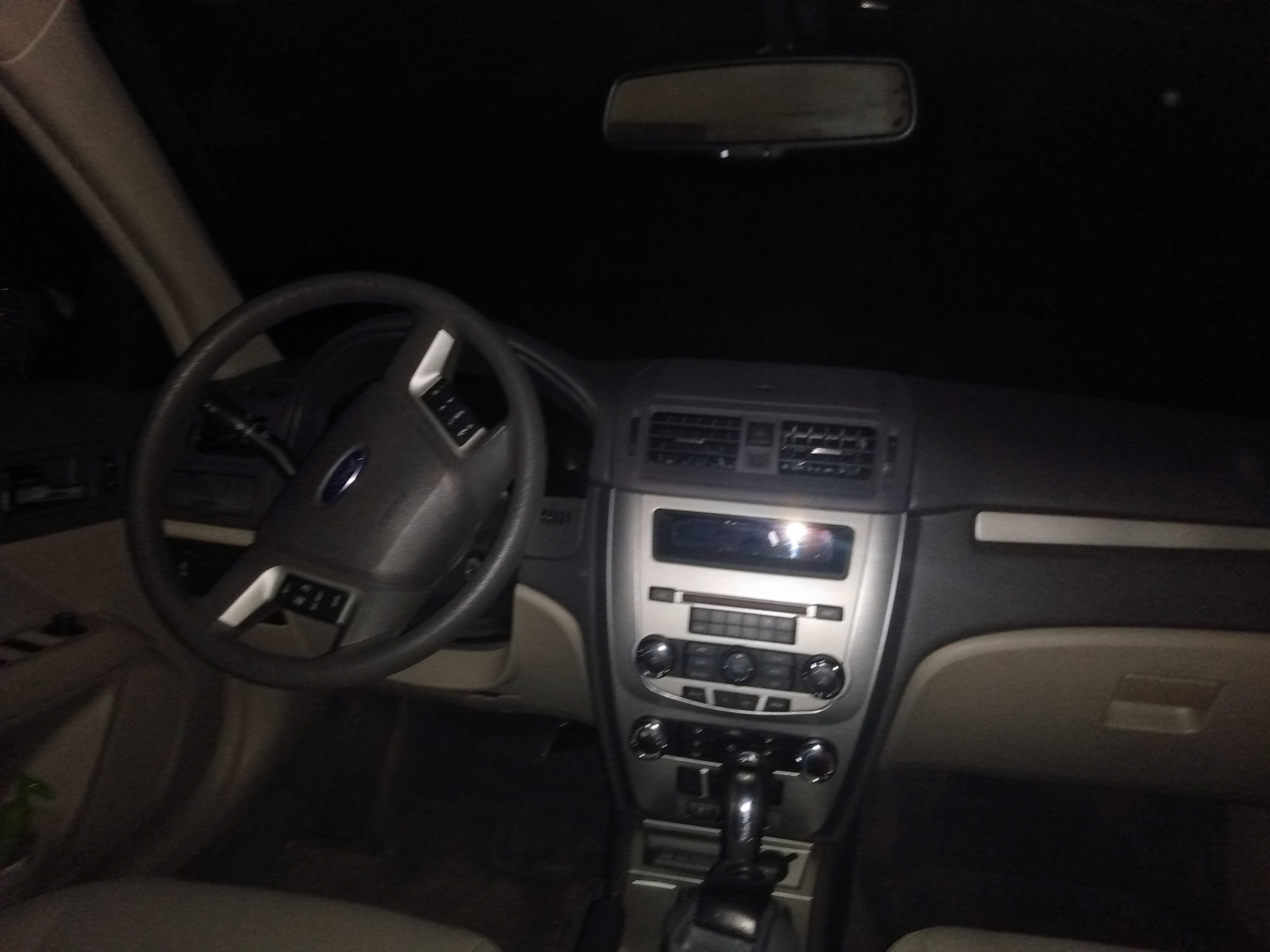

## Друге покоління (2012–2020)

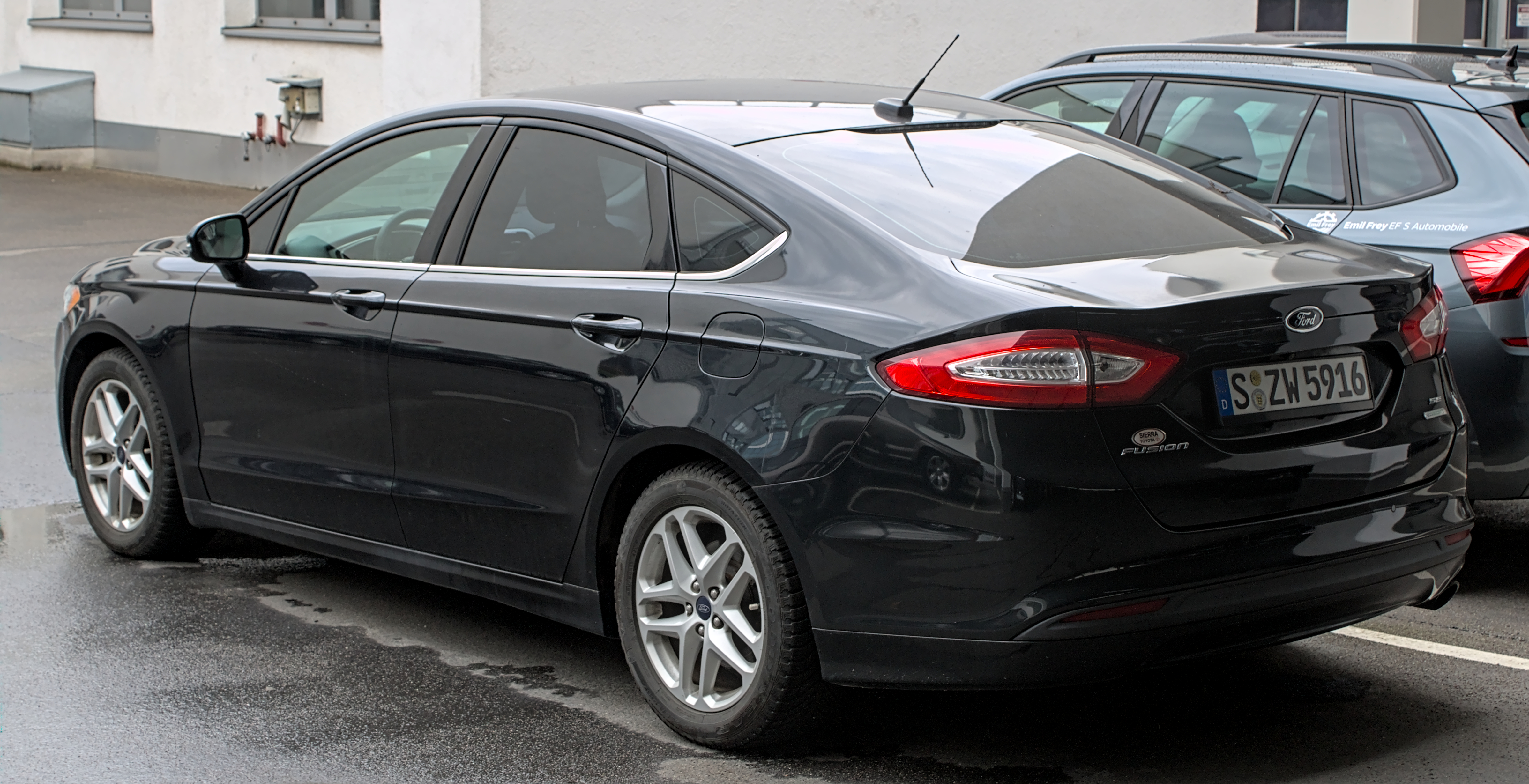
Ford Fusion 2 (з 2012)

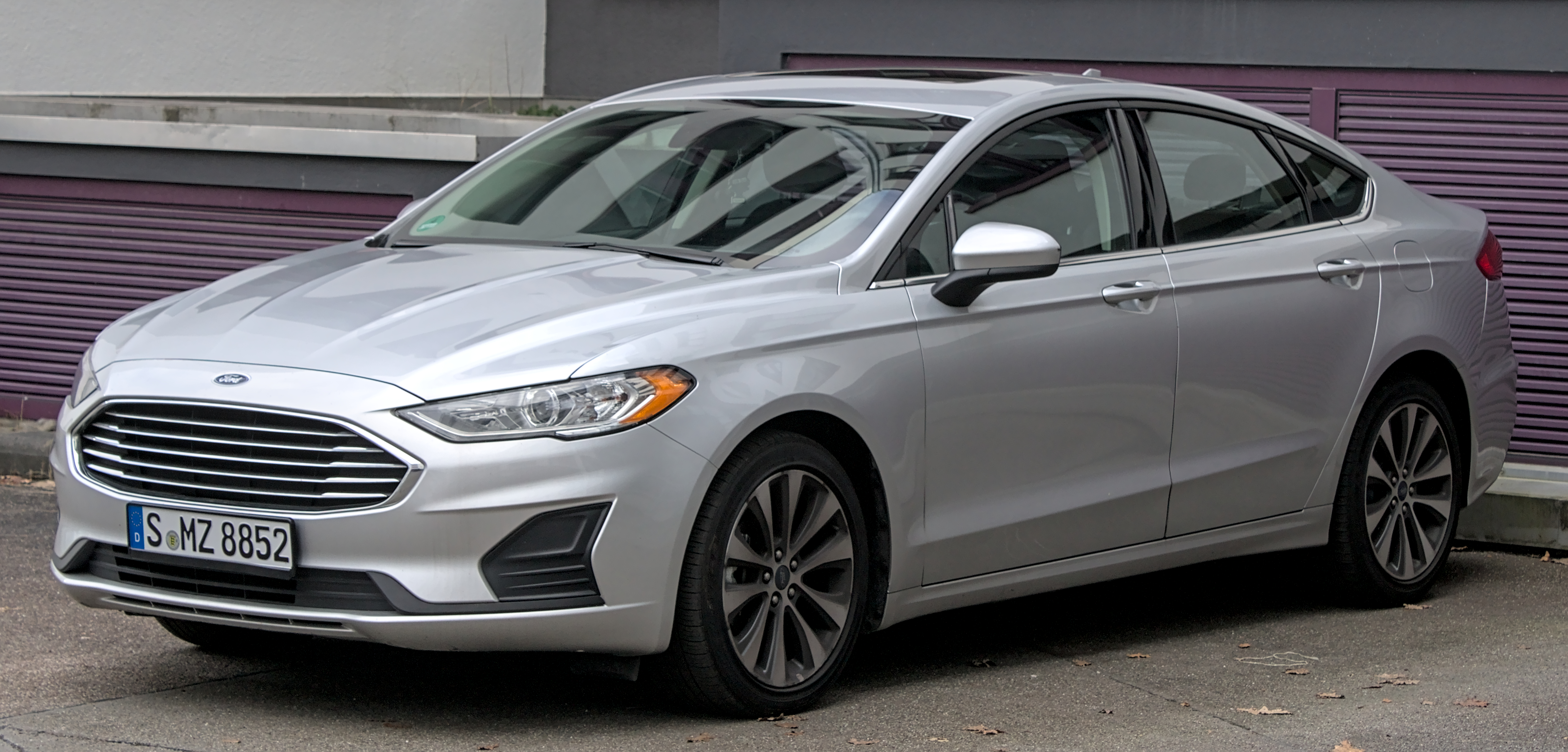
Ford Fusion 2 (з 2017)

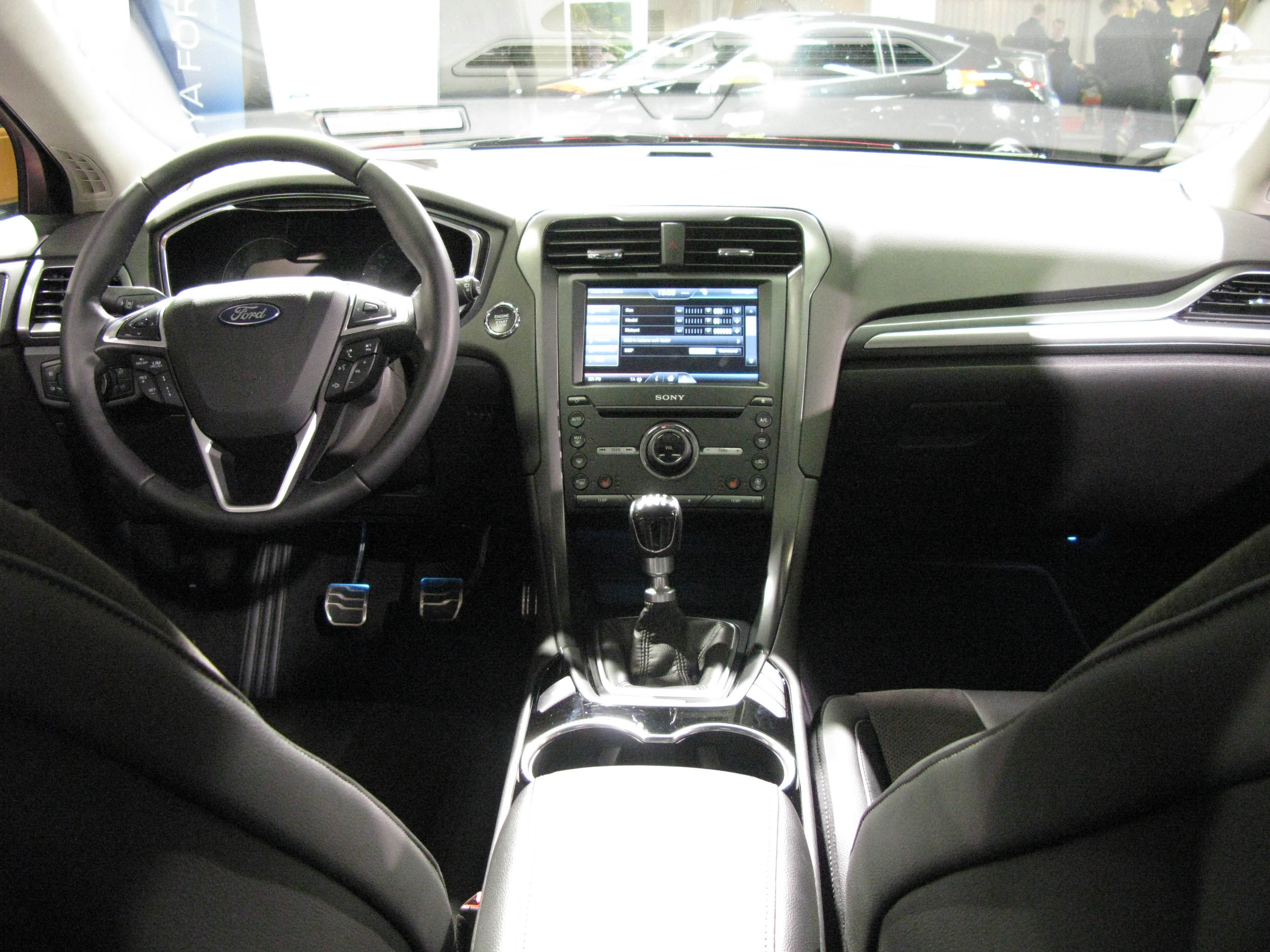

Ford Fusion другого покоління представлене в 2012 році Північноамериканському міжнародному автосалоні, як модель 2013 року.
Нова модель перейняла стиль від європейського концепт-кара Ford Evos представленого в 2011 році на Франкфуртському автосалоні.
Як і новітні Ford Focus і Fiesta, новий Fusion побудований на глобальній платформі, спільно з тепер ідентичним Mondeo. Автомобіль існує в версії гібрид (Fusion Hybrid) і гібрид з можливістю підзарядки (Fusion Energi).
Новий Fusion поставили на модифіковану платформу Mondeo EUCD (CD4). Платформа EUCD лягла в основу:
- 2007 Volvo S80
- 2007 Ford S-MAX
- 2007 Ford Galaxy
- 2007 Land Rover Freelander/LR2
- 2007 Ford Mondeo
- 2007 Volvo V70
- 2009 Volvo XC60 SUV
- 2010 Volvo S60

В 2017 році модель модернізували змінивши зовнішній вигляд. Модель відрізняється іншими бамперами і хвилькою під фарами головного світла. Удосконалили інформаційно-розважальну систему - саме тоді Ford замінили систему MyFord Touch на популярну SYNC 3 і зробили Apple CarPlay і Android Auto доступними. В 2019 році відмовились від моделі Platinum. В 2020 році з лінійки зникла модель Sport з V6 двигуном - саме авто не змінилося. Моделі цього року пропонують значно більше стандартного оснащення, ніж версії 2018 року.  

### Двигуни
- 1.5 л Ti-VCT GTDI Р4 EcoBoost 181 к.с. 250 Нм
- 1.6 л Ti-VCT GTDI Р4 EcoBoost 179 к.с. 250 Нм
- 2.0 л Ti-VCT GTDI Р4 EcoBoost 203 к.с. 366 Нм
- 2.0 л Ti-VCT GTDI Р4 EcoBoost 241 к.с. 366 Нм
- 2.0 л Duratec Atkinson-Cycle Р4 Hybrid
- 2.0 л Duratec Atkinson-Cycle Р4 Energi Plug-In Hybrid 141 к.с. + електродвигун 116 к.с.
- 2.5 л Duratec 16V Р4 175 к.с. 237 Нм
- 2.7 л EcoBoost V6 325 к.с. 515 Нм (Sport)

## Продажі в США
| Календарний рік    | Всього автомобілів |
| ------------------ | ------------------ |
| 2005               | 16,983             |
| 2006               | 142,502            |
| 2007               | 149,552            |
| 2008               | 147,569            |
| 2009               | 180,671            |
| 2010               | 219,219            |
| 2011               | 248,067            |
| Всього (2005–2011) | 1,104,563          |